# Zvířecí útulek
Zvířecí útulek je místo, kde volně žijící, ztracená, zraněná nebo opuštěná zvířata, typicky psi a kočky, mohou najít útočiště. V kontextu Česka jde o zastřešenou budovu, často díky lepší dostupnosti služeb ležící ve městě. Může být různé velikosti a může být jak veřejný, tak vlastněn soukromou osobou či společností. Některé velké městské útulky mají kapacitu i několik set zvířat, jiné menší mají kapacitu v nižších desítkách míst. Některé útulky mají také poměrně velký venkovní výběh.
Zvláštním typem útulku jsou tzv. kočičí útulky, ve kterých se kočky pohybují volně, mimo klece. Dalším specifickým typem útulku jsou tzv. depozita, tedy prostory, které poskytují jednotlivci nebo malé skupiny osob, které o zvířata pečují na svém vlastním pozemku, podle legislativy však depozita nemají status útulku.
Útulky úzce spolupracují s veterináři, kteří pečují o zdraví zvířat, a v případě nutnosti (např. velmi vážné zranění) zvíře mohou utratit. Cílem útulku je však v ideálním případě navrátit zvíře, které se v něm nachází, původnímu majiteli, nebo pro zvíře získat majitele nového. Pokud to není možné, je snahou útulku zvířeti zajistit bezpečný prostor pro život.

## Galerie

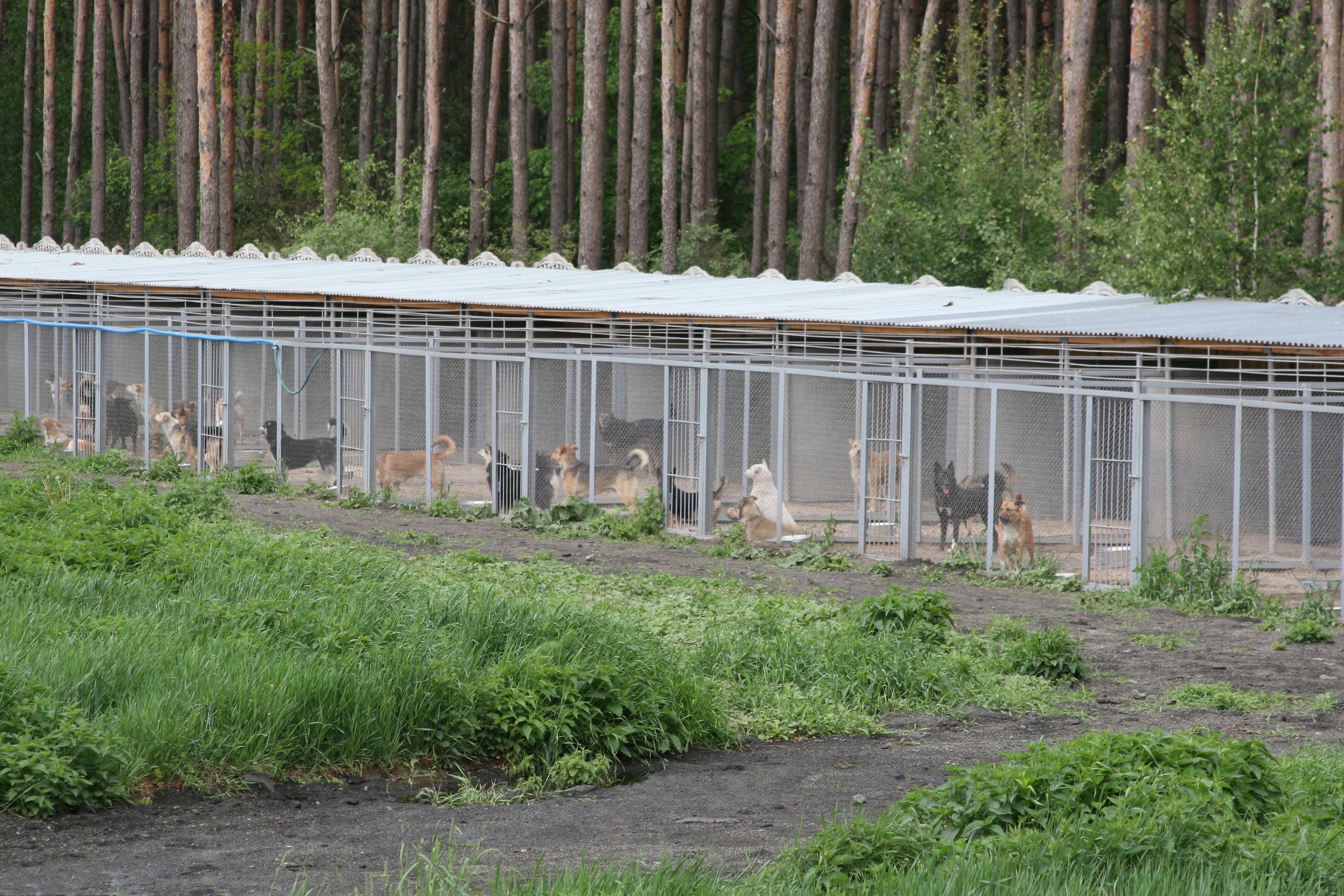
Venkovní část útulku
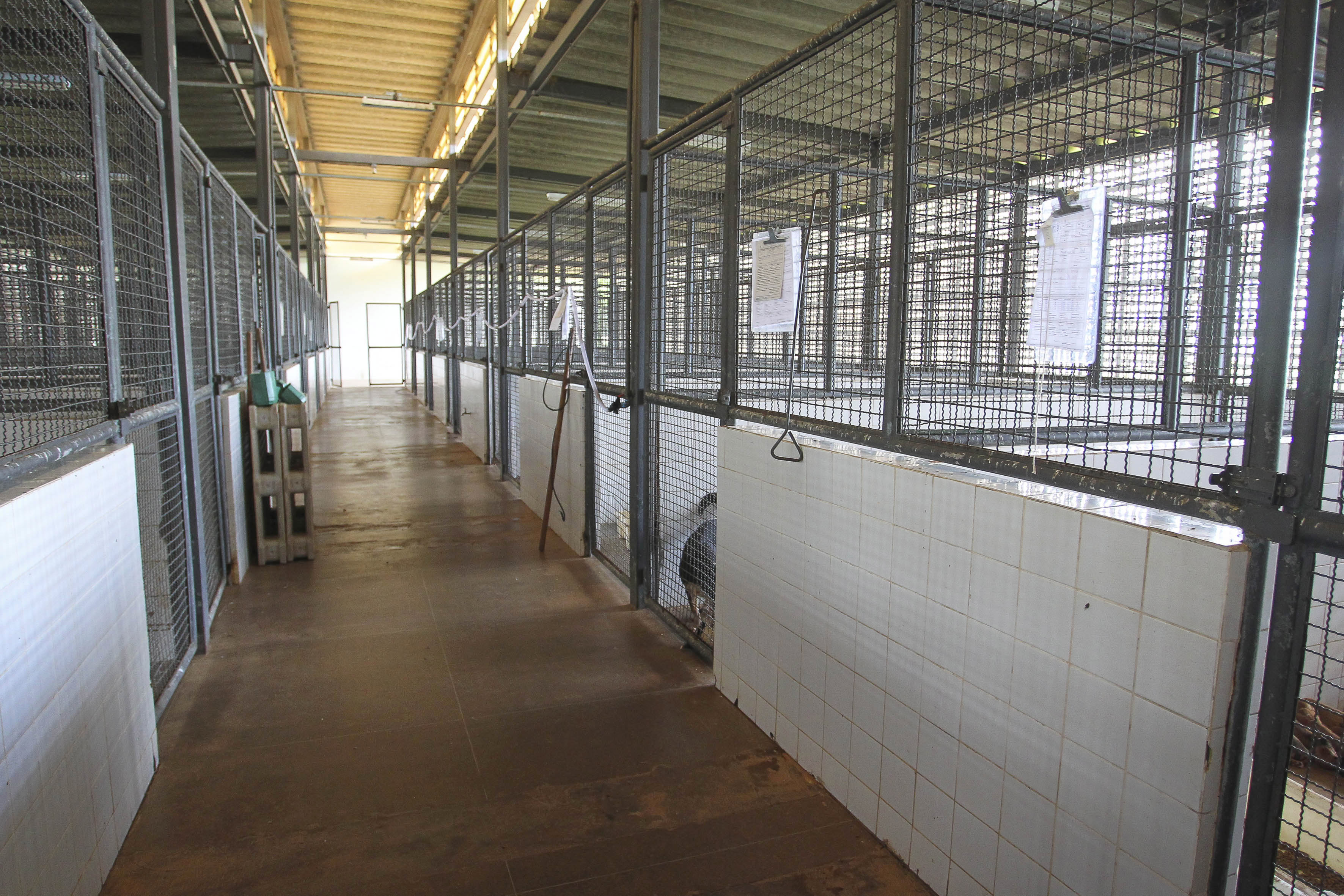
Vnitřní část útulku
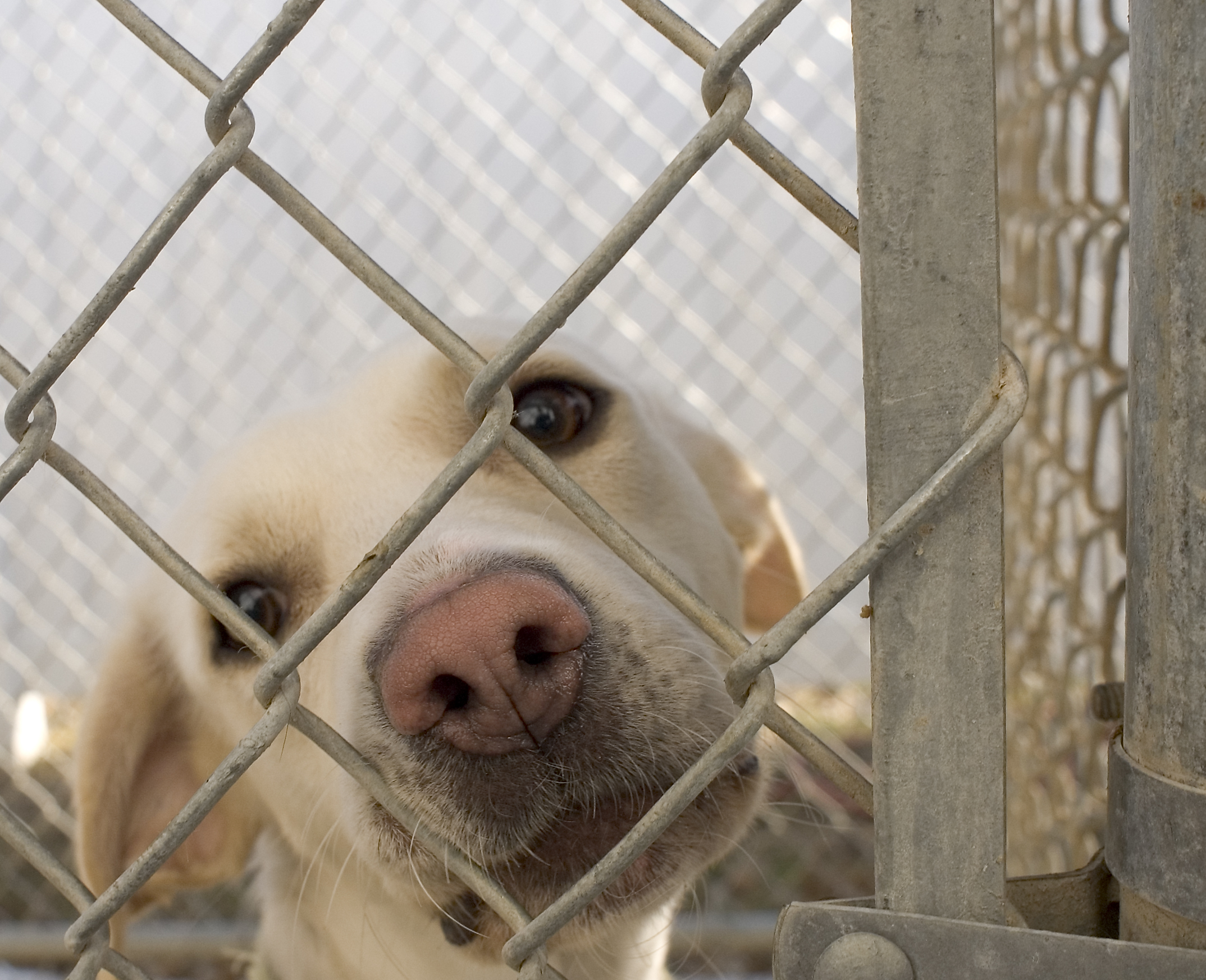
Pes v kleci v útulku v Iowě
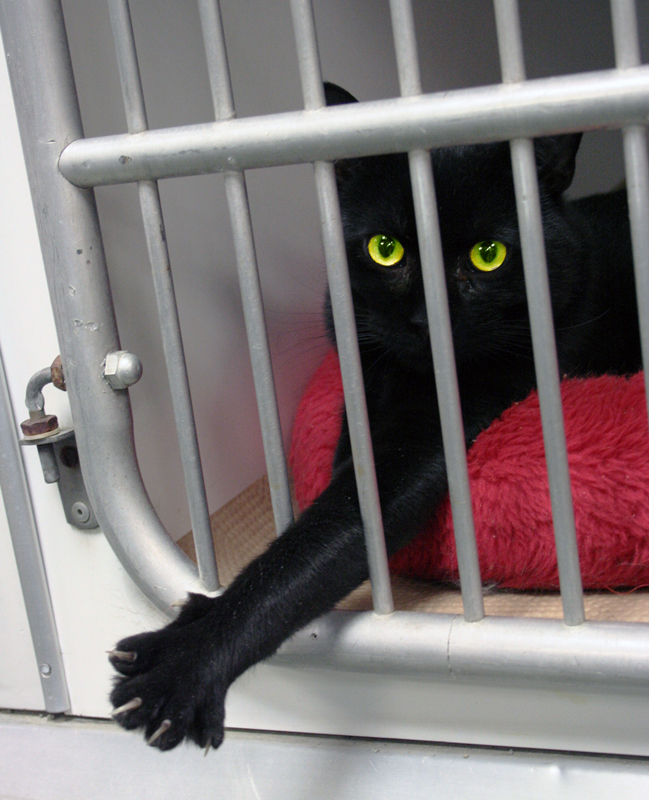
Kočka v kleci v útulku v roce 2008
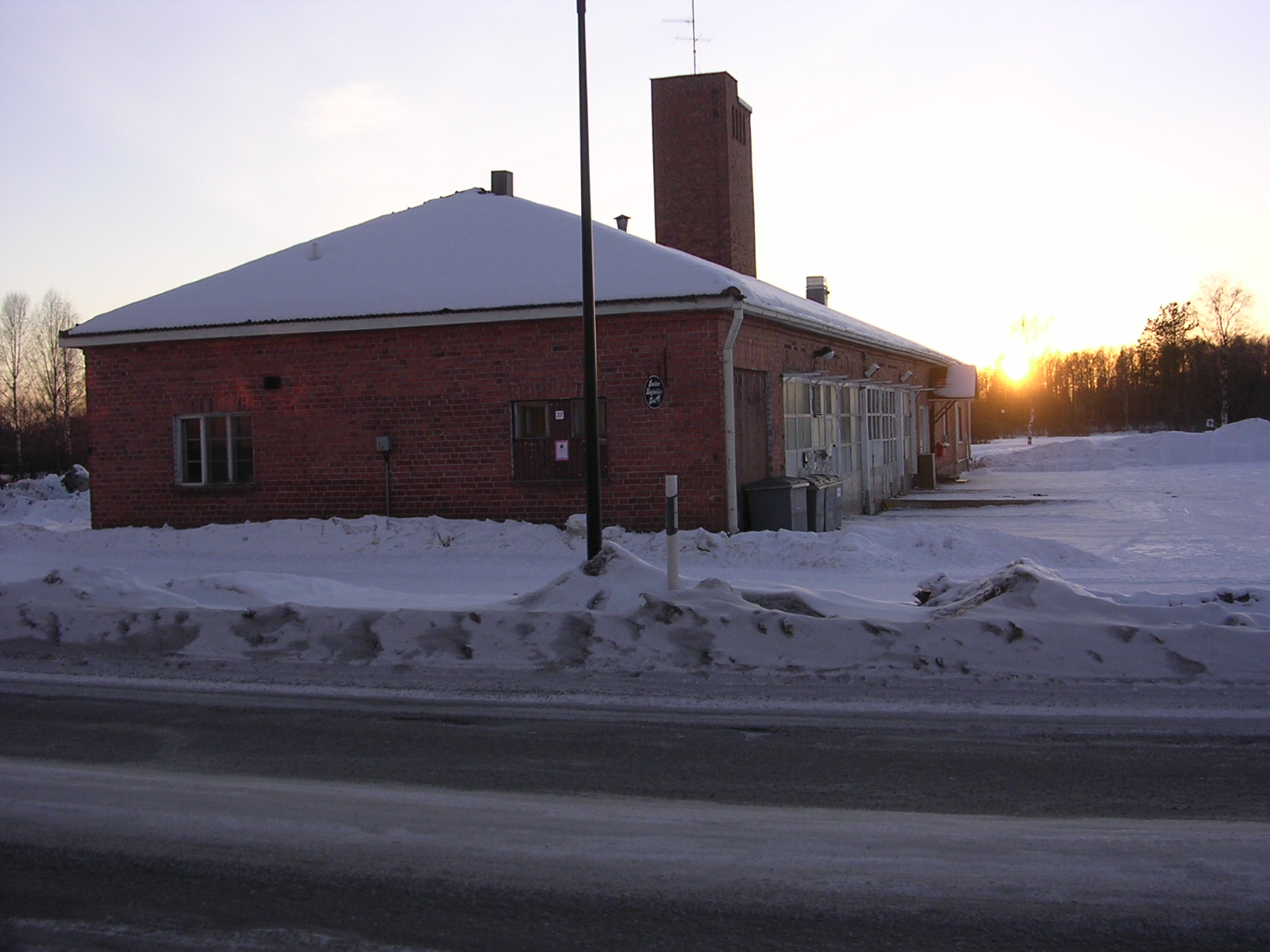
Budova útulku ve Finsku